# Рассыльная (Орловская область)
Рассы́льная — деревня в Кромском районе Орловской области России. Входит в состав Стрелецкого сельского поселения.

## География
Деревня находится на берегу реки Крома, на расстоянии 4 км к северо-востоку от посёлка городского типа Кромы, административного центра района, и 33 км к юго-западу от города Орёл, административного центра области.

## Население
| 2002 | 2010 |
| ---- | ---- |
| 395  | ↘368 |

### Национальный состав
Согласно результатам переписи 2002 года, в национальной структуре населения русские составляли 98 % из 395 чел.